# Camino (Palas de Rey)
Camino (llamada oficialmente San Xiao do Camiño) es una parroquia española del municipio de Palas de Rey, en la provincia de Lugo, Galicia.

## Otras denominaciones
La parroquia también es conocida por el nombre de San Xulián de Camiño.

## Organización territorial
La parroquia está formada por ocho entidades de población, constando siete de ellas en el nomenclátor del Instituto Nacional de Estadística español:

### Entidades de población
Entidades de población que forman parte de la parroquia:
- Cotón (O Cotón)
- A Graña
- Pallota (A Pallota)
- O Roxo
- San Xulián (San Xiao)
- Vilamerelle

### Despoblados
Despoblados que forman parte de la parroquia:
- O Mesón
- Taberna (A Taberna)

## Demografía
| Gráfica de evolución demográfica de Camiño entre 2000 y 2020 |
|                                                              |
| Datos según el nomenclátor publicado por el INE.             |

## Patrimonio
Posee una iglesia románica del siglo XII en cuyo interior si encuentra la imagen de San Xián (patrón de los peregrinos), una talla policromada de origen probablemente francés y un crucero.